# قصيدة الفرزدق في علي بن الحسين
| الاسم = قصيدة الفرزدق في مدح زين العابدين
| صورة = 
| عنوان الصورة = 
| عنوان_الصورة = 
| العنوان الأصلي = 
| المؤلف = الفرزدق
| مؤلف = 
| القافية= 
| تاريخ = القرن السابع الميلادي
| اللغة = العربية
| لغة = 
| البلد = 
| موضوع = 
| نوع أدبي = 
| عدد الأبيات = 
| تأثير = 
| أخرى = 
}}
قصيدة الفرزدق في مدح علي بن الحسين قصيدة من غرر القصائد في مدح الإمام علي بن الحسين بن علي أبي طالب الإمام الرابع عند الشيعة الاثنا عشرية، مدح بها همامُ بن غالب الدارمي التميمي المعروف بالفرزدق الإمامَ السجاد في المسجد الحرام بحضور هشام بن عبد الملك بعدما انتهى علي بن الحسين من طواف الكعبة وأراد استلام الحجر.
روي‌ القصيدة كثير من علماء المسلمين والمؤلفين، منهم: محمد باقر المجلسي في‌ «بحار الأنوار»، الشيخ المفيد في كتابه الإرشاد، وابن شهرآشوب المازندراني في مناقب آل أبي طالب الذي‌ روي‌ عن‌ «حلية الأولياء» لأبي نعيم الأصفهاني، و«الأغاني‌» لأبي الفرج الإصفهاني، و«حلية الأبرار في أحوال محمد و آله الأطهار» للسيد هاشم البحراني، و«تاريخ دمشق» لابن عساكر وغيرهم.

## خلفية
حجّ هشام بن عبد الملك قبل أن يلي الخلافة وجهد أن يستلم الحجر الأسود، فلم يصل إليه لكثرة زحام الناس عليه. فنُصـب‌ له‌ منبر فجلس‌ علیه‌ وأطاف‌ به‌ أهل‌ الشام‌، فبينما هو كذلك‌ إذ أقبل‌ علي بن الحسين السجاد وعلیه‌ إزار ورداء، من‌ أحسن‌ الناس‌ وجهاً وأطيبهم‌ رائحةً وأنظفُهم ثوبا، بين‌ عينيه‌ سجّادة‌ فطاف بالبيت، فلما بلغ الحجر الأسود تنحّى الناس كلّهم وأخلَوا له الحجر ليستلمَه، هيبة وإجلالا له، فغاظ ذلك هشاما وبلغ منه. فقال‌ شامي‌: من هذا الذي قد هابه الناس هذه الهيبة يا أمير المؤمنين؟! فنكره هشام وقال: لاَ أعرِفُه، لئلاّ يرغب‌ فيه‌ أهل‌ الشام‌ ويسمعوا منه.
فقال‌ الفرزدق‌ (وكان‌ من‌ شعراء بني‌ أمية‌ ومادحيهم‌) وكان‌ حاضراً: لكنّي‌ أنا أعرفه‌.
فقال‌ الرجل الشامي‌ّ: مَن‌ هو يا أبا فراس‌؟! فأنشأ قصيدة‌ ذكر بعضها في‌ «الأغاني‌»، و«حلية الأولياء» والإرشاد، والقصيدة‌ بتمامها هذه‌:

## بعد إنشاء القصيدة
فغضب هشام ومنع جائزته وقال : ألا قلت فينا مثلها؟ قال : هات جدا كجدّه وأبا كأبيه وأمّا كأمه حتى أقول فيكم مثلها، فحبسوه بعسفان بين مكة والمدينة فبلغ ذلك علي بن الحسين  فبعث إليه باثني عشر ألف درهم وقال: اعذرنا يا أبا فراس، فلو كان عندنا أكثر من هذا لوصلناك به، فردها وقال: يا ابن رسول الله ما قلت الذي قلت إلا غضبا لله ولرسوله، وما كنت لارزأ عليه شيئا، فردها الإمامُ إليه وقال: «بحقي عليك لما قبلتها فقد رأى الله مكانك وعلم نيتك، نحن أهل بيت لا يعود إلينا ما أعطينا»(في نقل آخر: «إنا أهل بيت إذا وهبنا شيئاً لا نستعيده») فقبلها.
فجعل الفرزدق يهجو هشاما وهو في الحبس ، فكان مما هجاه به قوله :
فأخبر هشام بذلك فأطلقه، وفي رواية أبي بكر العلاف أنه أخرجه إلى البصرة.